# Farmersville (Texas)
Farmersville is een plaats (city) in de Amerikaanse staat Texas, en valt bestuurlijk gezien onder Collin County.

## Demografie
Bij de volkstelling in 2000 werd het aantal inwoners vastgesteld op 3118.
In 2006 is het aantal inwoners door het United States Census Bureau geschat op 3435, een stijging van 317 (10.2%).

## Geboren
- Herb Ellis (1921-2010), jazzgitarist

## Geografie
Volgens het United States Census Bureau beslaat de plaats een oppervlakte van
8,8 km², waarvan 8,4 km² land en 0,4 km² water. Farmersville ligt op ongeveer 199 m boven zeeniveau.

## Plaatsen in de nabije omgeving
De onderstaande figuur toont nabijgelegen plaatsen in een straal van 20 km rond Farmersville.